# Сватка, Фредерик
Фредерик Сватка (англ. Frederick Schwatka, 29 сентября 1849 года, Галена, Иллинойс — 2 ноября 1892 года, Портленд, Орегон) — офицер армии США, путешественник, исследователь. Начал путешествия с поиска пропавшей экспедиции Джона Франклина, после чего совершил продолжительную экспедицию по реке Юкон.

## Биография
Родился 29 сентября 1849 года в Галене (штат Иллинойс) в семье Фредерика Густава Шватки, потомка эмигрантов из Восточной Пруссии.
В 1859 году семья Фредерика Сватки переехала в Орегон, где позднее он обучался в Уилламеттском университете на печатника. В 1867 году он поступил в военную академию в Вест-Пойнте, которую окончил в 1871 году лейтенантом кавалерии. Во время воинской службы изучал закон и медицину. В 1875 году он получил юридическую степень в Небраске, а годом позже — медицинскую степень в престижном Bellevue Hospital Medical College в Нью-Йорке.

### Экспедиция в поисках Франклина
В 1860-х годах Сватка слушал рассказы о поисках экспедиции Джона Франклина и проникся идеей полярных экспедиций. Когда в 1870-х годах появилось предположения, что существуют спрятанные в пещере в Арктике дневники Франклина, Фредерик Сватка решил заняться их поиском.
19 июня 1878 года он отправился в экспедицию из Нью-Йорка на корабле «Итон». Членами экспедиции помимо Сватки были William Henry Gilder из New York Herald, художник и геодезист Heinrich Wenzl Klutschak, опытный путешественник по Арктике Frank F. Melms и проводник и переводчик из инуитов Ipilkvik (Joe Ebierbing), который сопровождал экспедицию, поведавшую о существовании тайника. Арктическая часть экспедиции продолжалась с 1 апреля 1879 года по 4 марта 1880 года. Сватка вместе с 12 инуитами преодолел на санях 3251 милю (более 5000 км), самое длинное путешествие на санях того времени. Добравшись до опорного пункта около Дели-Бей (Северо-Западные территории) участники полярной экспедиции выяснили, что корабль не только не дождался их, но и не оставил продовольствия.
Сватка был вынужден продолжить путешествие до острова Марбл, где его подобрали китобои.
Сватка не нашёл дневников, в то же время он обнаружил много других следов экспедиции, обломки корабля, куски одежды. Кроме того он обнаружил и идентифицироввал несколько захоронений членов экспедиции Франклина, в том числе лейтенанта Джона Ирвинга, одного из офицеров, а также несколько трупов, которые были им захоронены. Сватка показал, что белый человек может путешествовать по Арктике без серьёзных травм и болезней, если он перенимает охотничьи и кулинарные традиции местных жителей.

### Экспедиция по реке Юкон и поздние годы
В 1883 году, через год после женитьбы, армия США отправила Сватку исследовать реку Юкон. Сватка добрался до верховий реки в Канаде, построил плот и на нём сплавлялся вниз по территории Юкона и Аляски до устья реки. Путешествие длиной 1300 миль (более 2000 км) снова стало самым длинным подобным путешествием для того времени. Многие географические объекты на берегах Юкона не имели своего названия и впервые были отмечены и названы Сваткой.
Всю жизнь Фредерик Сватка страдал от болей в животе и принимал опий в качестве обезболивающего. 2 ноября 1892 года он скончался от передозировки.

### Статьи
- Address of Lieutenant Frederick Schwatka, American Geographical Soc. of New York, Journal, 12 (1880): 246-58;
- The igloo of the Innuit, The implements of the igloo, и The Netschillik Innuits, Science: an Illustrated Journal (Cambridge, Mass.), 2 (July-December 1883): 182-84, 216-18, 259-62, 304-6, 347-49; 4 (July-December 1884): 81-85 and 543-45;
- The official Report of a military reconnaissance in Alaska, made in 1883, by Frederick Schwatka, issued by the U.S., Army, Dept. of the Columbia (Washington, 1885);
- Along Alaska’s great river; a popular account of the travels of the Alaska exploring expedition of 1883, along the great Yukon River, from its source to its mouth, in the British Northwest Territory, and in the territory of Alaska (New York, 1885);
- The search for Franklin; a narrative of the American expedition under Lieutenant Schwatka, 1878 to 1880 (London, 1882).

### Произведения
Ниже представлен список произведений Фредерика Сватки:
- The Great River of Alaska, Exploring the Upper Yukon, The Century, Sep 1885
- The Great River of Alaska Pt. II: Exploring the Upper and Lower Yukon, The Century, Oct 1885
- The Children of the Cold, St. Nicholas Magazine, Mar, Apr, May, Jun, Jul, Aug, Sep 1885
- An Elk Hunt on the Plains, The Century, Jan 1888
- How a Great Sioux Chief Was Named, St. Nicholas Magazine Feb 1888